# José María Melo
José María Dionisio Melo y Ortiz (Chaparral, 9 de outubro de 1800 – La Trinitaria, 1 de junho de 1860) foi um político colombiano. Ocupou o cargo de presidente de seu país entre 17 de abril de 1854 e 4 de dezembro de 1854.

## Bolivariano
Melo era de ascendencia indígena. Ingressou no Exercito Libertador em 1819; participou na Batalha de Ayacucho. Em 1830 com outros militares partidarios de Bolívar foi deportado a Venezuela. Em 1835 participou com vários oficiales venezuelanos na Revolução das Reformas, para exigir a reconstituição da Grã-Colômbia. Desterrado novamente, este na Europa e estudou na Academia Militar de Bremen. Se interessou pelas ideias socialistas. Retornou à Nova Granada em 1840 pela amnistia aos oficiais bolivarianos. Em 27 de maio de 1847 foi reincorporado ao Novo Exército de Granada novamente no posto de Coronel.

## Sociedades Democráticas
Participou da fundação das Sociedades Democráticas organizadas pelos artesãos e por intelectuais socialistas influenciados por Saint-Simon e Fourier e Louis Blanc, opostas al Tratado de Paz, Amizade, Navegação e Comércio com os Estados Unidos, assinado e aprovado durante o governo de Tomás Cipriano de Mosquera, e que apoiaram em 1849 a candidatura presidencial de José Hilario López, que foi eleito presidente.
Debido a abolição da escravidão pela lei em 1851, os escravistas e conservadores dirigidos por Julio Arboleda declararam a guerra civil. López chamou Melo, e o promoveu a general, encontrando grande aceitação nas tropas, organizou com os artesãos três mil voluntários das Milícias Democráticas para fortalecer a Guarda Nacional e conseguiu derrotar os rebeldes da Guasca,  em quanto as tropas de José María Obando os derrotou em Pasto, com ainda das milicias dos artesãos de Cali.
As Sociedades Democráticas apoiaram a candidatura de Obando à presidencia e também venceu, mas seus opositores liberais "gólgotas"e conservadores conseguiram maioria no Congresso e bloquearam o governo. Em janeiro de 1854 os artesãos conformaram a Junta Democrático Central, presidida por Francisco Antonio Obregón, e da que era integrante Melo, para coordenar a mobilização de todas as Sociedades Democráticas do país.. Apresentaram em março um projeto de lei para a criação de um banco Nacional de promoção da indústria, para a criação de uma Oficina Nacional e para proteger o trabalho dos artesõ
ãos, mas não foi aprovado.

## Guerra civil de 1854
Em 17 de abril de 1854, os artesãos mobilizados e organizados em milícias exigiam que Obando fechasse o Congresso, diante do comportamento dos deputados, e convocasse uma Assembleia Constituinte. Obando preferiu renunciar, porem as Sociedades Democráticas nomearam a Melo, que era comandante das Forças Armadas de Cundinamarca e integrante da Junta Central Democrática, como presidente e como jefe supremo do Governo Provisorio, encarregado de convocar a Constituinte.
O Governo Provisorio, impulsionado pelas demandas dos artesãos, conseguiu permanecer no poder entre 17 de abril e 4 de dezembro de 1854. Com a ajuda das Sociedades Democráticas, organizou suas forças no chamado "Exército Regenerador", convocando serviço a todos os civis integrantes da Guarda Nacional Auxiliar e aos veteranos que lutaram na guerra civil de 1851. Em meados de maio já havia dobrado o número de suas tropas. No entanto, Tomás Cipriano de Mosquera organizou, financiou e dirigiu o exército do Norte contra Melo que marchou desde Barranquilla. José Hilario López comandou o exército do sul, que derrotou os artesãos em Cali e viajou de Cauca, e Huila, e Joaquín París Ricaurte comandou a divisão Alta Magdalena que com tropas de Antioqueña cruzou o rio Magdalena por Honda (Tolima) e se juntou às tropas de Julio Arboleda, que ocupavam a região de Guaduas. Os três exércitos se juntaram vencedores em Bogotá.

## Em Centroamérica e México
Melo foi desterrado a Panamá, mas viajou a Nicarágua a apoiar as tropas Centroamericanas contra a invasão estadounidense. Depois de trabalhar em El Salvador, decidiu ir como voluntário à Guerra da Reforma no México, onde lutou em defesa do governo de Benito Juárez. Em 1 de junho de 1860, quando um destacamento juarista repousava na fazenda Juncaná, em Chiapas, foi surpreendido e atacado, resultando ferido. Foi fusilado.